# Трейнспоттінґ (роман)
«Трейнспоттінґ» (англ. Trainspotting) — дебютний роман шотландського письменника Ірвіна Велша, вперше опублікований в 1993 році. Роман написано впереміш шотландською й англійською мовами та притаманним столичному Единбургу вуличним діалектом, з щедрим використанням сленгу, жаргонізмів і обсценної лексики. В оригінальній назві книжки «Trainspotting» приховано кілька сенсів: буквальне значення, народжене після Другої світової війни суто британське невинне гобі «спостереження за потягами», згодом поширилося на «хворобливе захоплення будь-чим», доповнившись у 1980-х «пошуками вени для ін'єкцій або взагалі вживанням якихось наркотиків». Окрім назви, в тексті роману це слово використане автором єдиний раз у сцені, де двоє героїв заходять вночі посцяти на нефункціонуючий, призначений на зруйнування старий вокзал, де знайомий їм волоцюга питається «прийшли спостерігати за потягами?» (в українському контекстуальному перекладі «шукаєте свої путя?») і в цій фразі сконцентрована головна ідея твору — намагання майже всіх головних героїв вирватися за межі обридлого їм «зачарованого», а насправді нудного кола наркозалежності й дрібного хуліганства, зокрема, через спроби полишити рідне місто, переїхавши до Лондона…

## Сюжет
Сюжет твору зіткано з колізій повсякденного життя молодих людей з Единбурга, конкретніше його припортового району — Ліфа. Більшість центральних і другорядних героїв мають героїнову залежність. Роман складається з кількох новел або монологів, які часто розташовані в довільному, не хронологічному порядку, що створює природну атмосферу неконтрольованих людських спогадів або бесіди гурту старих приятелів, які своїми історіями перебивають і доповнюють одне одного.
Дії роману розгортаються здебільшого в Единбурзі, частково в Лондоні й по дорозі між ними.

## Персонажі
Марк Рентон (Рентс, Рентабельний) — головний герой, від імені якого ведеться основна частина розповіді. Марк вегетаріанець, але не любить живих тварин. Вживає героїн, але інколи намагається позбутися цієї звички. Живе з батьками, не працює, промишляє дрібними крадіжками, за що один раз потрапляє на лаву підсудних, але отримує лише умовний термін (на відміну від справжнього терміну свого друга Мерфі). Марк знається на літературі, політиці та філософії, крадучи з книгарень книжки, з яких збирає у себе вдома цілу бібліотеку. Він вважає, що героїн — це його свідомий вибір, який є альтернативою не менше безрадісному і безглуздому існуванню «нормальних» людей, і у своїх роздумах ставить під сумнів нормальність життя середнього класу. Він також є одним з основних персонажів роману Ірвіна Велша «Порно».
Саймон Вільямсон (Кумарний) — один з головних персонажів роману. Саймон чарівний, підступний хлопець, який вигідно користується своєю харизмою, особливо серед жінок. Сам має героїнову залежність і створює проблеми для близьких, так зокрема, через його (і його подружки) недбальство вмирає їхнє немовля, дочка Зоря. Ніде не працює, заробляє на життя різного роду аферами.
Деніел Мерфі (Мотика) — наївний, з дитинячою свідомістю персонаж, дрібний крадій і романтик, який знаходить собі єдиний справжній затишок в колі друзів Рентона. Вони відчувають себе його захисниками, навіть коли знущаються з нього і користуються його недолугістю. Попри те, Мотика є більш доброзичливим, ніж його друзі, це проявляється, наприклад, в його промовах на захист тварин, зокрема, коли Рентс та Кумарний намагаються вбити білку в парку. Мотика вживає героїн тому, що від нього почувається задоволеним і не переймається тим, що він не зміг би нічого досягти, навіть якби весь час був тверезим.
Френсіс Беґбі (Франко) — буйний психопат. Беґбі тероризує своїх «друзів», підбиваючи йти разом на все, що він пропонує, жорстоко нападаючи на всіх, хто його дратує,  залежний від адреналіну, який йому дарує насильство. Сам пияк, він проявляє певну лояльність до друзів, хоча вважає наркоманів нижчою формою життя. Хизується своєю належністю до "Молодої команди Ліфа" (вулична банда).

## Особливості оповідання
Роман містить велику кількість сцен насильства, герої постійно приймають наркотики і роблять різні асоціальні вчинки. У романі відсутня авторська мова і все, що відбувається, передається словами, думками та діями героїв. Так, наприклад, мова Мотики дуже плутана, містить багато слів-паразитів і апеляцій до реального чи уявного слухача; у самовихвальних промовах Беґбі особливо багато ненормативної лексики, агресивної налаштованості до всіх і всього, що відбувається; Саймон часто звертається в своїх монологах до Шона Коннері, пародійно імітуючи його репліки та інтонації з фільмів про Джеймса Бонда; передаючи думки Рентона під час героїнової ломки, автор цілеспрямовано місцями подає деякі слова і фрази зненацька великими літерами, не використовує розділових знаків і не закінчує речення.
Особливе місце в романі займає музика та футбол. Герої часто згадують різні рок-панк-гурти, співаків, цитуючи їхні конкретні пісні, виславляють чи ганять футбольні команди та гравців — ця особливість є характерною й для інших творів Велша; музика завжди займає в житті його героїв важливе місце.

## Переклади українською
- Ірвін Велш (2017). «Трейнспоттінґ». пер. з анг.: Олександр Красюк. Харків: КСД. с. 576. ISBN 978-617-12-8316-9. {{cite book}}: Недійсний |nopp=n (довідка)

## Екранізація
«На голці» — фільм режисера Денні Бойла 1996 року.

## Продовження
У 2002 році виходить роман «Порно», який є сиквелом, а в 2012 році виходить пріквел «Хлопчики на дозі» (Skagboys).
Деякі герої роману стають персонажами інших творів Велша або епізодично згадуються: так Лексо стає одним з основних героїв роману «Кошмари лелеки марабу»;
Беґбі неодноразово згадується в романі «Лайно» і є головним героєм роману «Різьба по живому»; деякі герої (Мерфі, Рентон, Беґбі) епізодично з'являються в романі «Клей».